# Državna cesta D306
D306 je državna cesta u Hrvatskoj. Ukupna duljina iznosi 29,6 km.